# Кровососки

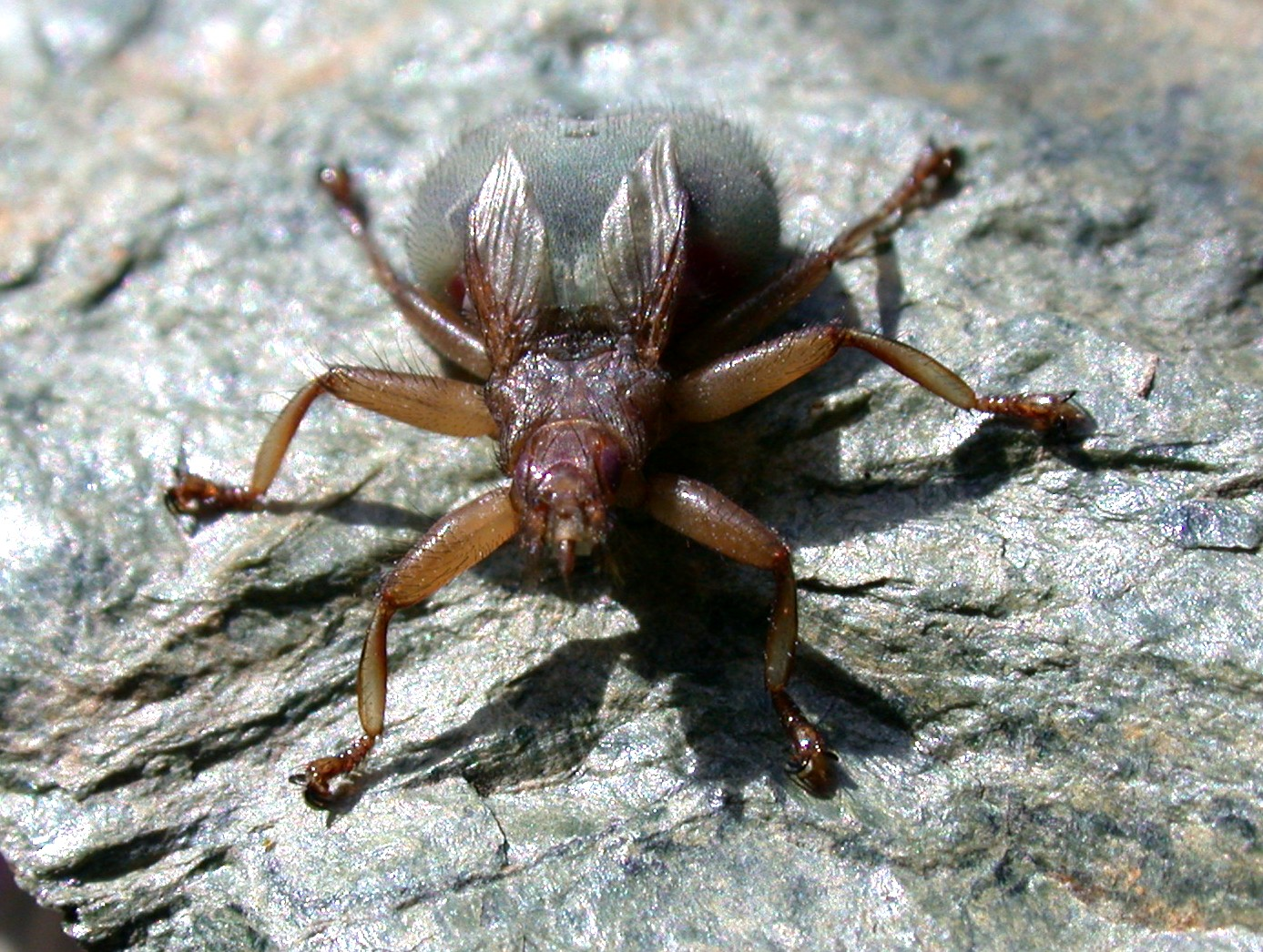
Crataerina pallida

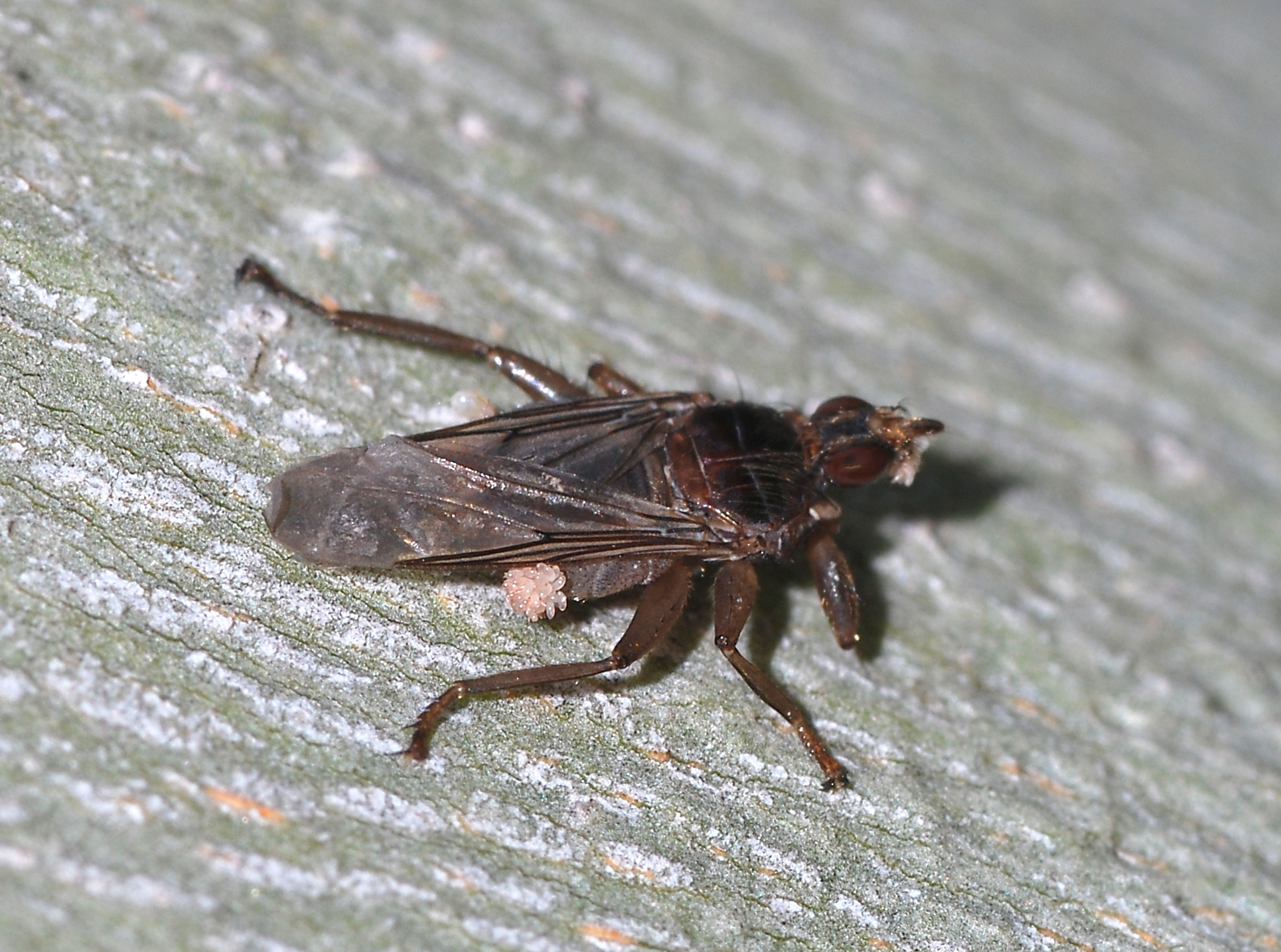
Крылатая кровососка Pseudolynchia canariensis

Кровососки (лат. Hippoboscidae) — семейство двукрылых насекомых. Распространены всесветно. Специализированные кровососущие паразиты теплокровных. Включает 778 видов.

## Биология
В половозрелой фазе паразитируют на птицах и млекопитающих. Самки обладают истинным живорождением — рождают несколько созревших для окукливания личинок. Кровососка Crataerina pallida паразитирует на стрижах. В роде Hippobosca на лошадях и мулах паразитирует Hippobosca equina, на коровах — Hippobosca variegata, на верблюдах — Hippobosca camelina, на собаках — Hippobosca longipennis. Паразиты домашних животных; наносят сильный вред их здоровью.

## Описание
Обладают плоским и широким телом (6—8 мм) с очень цепкими ногами, приспособленными к движению в шерсти животных и перьях птиц. Летают плохо, многие — бескрылы.

## Палеонтология
В ископаемом состоянии известны из раннего миоцена Германии и позднего миоцена Италии.

## Классификация
Состоит из трёх подсемейств: Ornithomyinae, Hippoboscinae, Lipopteninae. В некоторых устаревших работах, название Hippoboscidae применено к группе, известной как «Куколкородные» (Pupipara), то есть семейство Hippoboscidae и два семейства кровососок летучих мышей (Nycteribiidae и Streblidae). В таком широком объёме вышеназванным подсемействам присваивается статус триб (Hippoboscini, Lipoptenini, Ornithomyini).
- Подсемейство Ornithomyinae Bigot, 1853
  - Род Allobosca Speiser, 1899 (1 вид)
  - Род Austrolfersia Bequaert, 1953 (1 вид)
  - Род Crataerina von Olfers, 1816 (8 видов)
  - Род Icosta Speiser, 1905 (52 вида)
  - Род Microlynchia Lutz, 1915 (4 вида)
  - Род Myophthiria Róndani, 1875 (13 видов)
  - Род Olfersia Leach, 1817 (7 видов)
  - Род Ornithoctona Speiser, 1902 (12 видов)
  - Род Ornithoica Róndani, 1878 (24 вида)
  - Род Ornithomya Latreille, 1802 (29 видов)
  - Род Ornithophila Róndani, 1879 (2 вида)
  - Род Ortholfersia Speiser, 1902 (4 вида)
  - Род Phthona Maa, 1969 (3 вида)
  - Род Proparabosca Theodor & Oldroyd 1965 (1 вид)
  - Род Pseudolynchia Bequaert, 1926 (5 видов)
  - Род Stilbometopa Coquillett, 1899 (5 видов)
- Подсемейство Hippoboscinae
  - Род Hippobosca Linnaeus, 1758 (7 видов)
  - Род Struthibosca Maa, 1963 (1 вид)
- Подсемейство Lipopteninae
  - Род Lipoptena Nitzsch, 1818 (30 видов)
  - Род Melophagus Latreille, 1802 (3 вида)
  - Род Neolipoptena Bequaert, 1942 (1 вид)

## Известные виды
- Лошадиная кровососка (Hippobosca equina L.)
- Оленья кровососка (Lipoptena cervi L.)
- Рунец овечий (Melophagus ovinus L.)
- Собачья кровососка (Hippobosca longipennis F. = Hippobosca capensis Olf.)